# 中井啓一
中井 啓一（なかい けいいち、1924年〈大正13年〉5月15日 - 1991年〈平成3年〉8月15日）は、日本のヤクザ、政治家。
高知市議会議員(1期)。暴力団・一和会最高顧問。中井組組長。元三代目山口組舎弟。

## 来歴
大正13年（1924年）、高知市で生まれる。
昭和18年海軍に召集された。昭和20年（1945年）の終戦後は高知に帰郷。
昭和22年（1947年）、高知製缶に入社し、相撲部に所属。同じ相撲部だった野崎義一を舎弟とする。その後、野崎は西原俊幸（通称は人斬りのサイ。後の俠道会高知支部顧問）と決闘し、脇腹を刃物で刺されて重体となったが、中井の輸血によって一命を取り留めた。中井は西原への報復を指示したが、野崎が報復を止めた。
昭和29年（1954年）、警察は中井の組織を「中井組」と認定した。
同年、中井は高知女子大学出身の女性を妻としている。
昭和32年（1957年）、高知市議会議員に当選した。中井組若頭・大黒麗夫、高知市松淵町の寺田組・寺田貢組長が選挙参謀を務めた。
昭和33年（1958年）、三代目山口組・田岡一雄組長から盃を貰い、舎弟となった。
昭和36年（1961年）1月、中井の二期目の市議会議員選挙で、前回中井の選挙参謀だった寺田貢が立候補したが、中井も寺田も落選した。大黒麗夫は、落選の責任を取って中井組若頭を辞任。その後、中井組豪友会・中山勝正組長らが寺田組の賭場に殴り込み、豪友会組員1人が寺田組組員に射殺された。
同年10月、中井は中山を中井組若頭に任命した。
昭和47年（1972年）9月6日、中山は田岡一雄から親子盃を受けて山口組直参に昇格。これにより豪友会は中井組から独立し、高知市を二分した。
昭和56年（1981年）7月23日、田岡一雄が急性心不全により死去。翌年6月、山口組若頭補佐・山本広が組長代行に就任した。
昭和59年（1984年）6月5日、山口組若頭・竹中正久が山口組直系組長会で山口組四代目組長に就任し、中山が若頭に就任した。山本広らは竹中正久の四代目就任に反対して、同年6月13日に「一和会」を結成。中井は一和会最高顧問に就任した。これにより豪友会と反目し合う最中にNHKの取材を受け、同年8月27日放送のNHK特集『山口組ー知られざる組織の内幕ー』でインタビューが放送された。中井は、分裂までは同じ組の一員だった以上、憎しみあって抗争事件に発展する懸念はないわけではないが、抗争が無いことを祈るとともに、あってはいけない旨発言した。
昭和59年（1984年）8月5日、山一抗争が勃発。翌昭和60年（1985年）1月に中山が竹中らとともに暗殺されたことを受けて豪友会は中井組に対し激しい襲撃を加え、高知県内だけでも2名の死者と多数の逮捕者を出した。昭和63年（1988年）10月、中井は一和会から脱退し、中井組を解散させてヤクザから引退した。
平成3年（1991年）8月15日、肺癌により死去。享年67。

## 中井啓一関連の書籍
- 正延哲士『土佐遊侠外伝 鯨道』洋泉社、1997年、ISBN 4896912675
- 原作：正延哲士、脚本：天龍寺弦、画：池田鷹一『実録 遊侠ヤクザ伝 鯨道 中井啓一』竹書房バンブーコミックス、2006年、ISBN 4-8124-6319-X

## 中井啓一関連の映画・オリジナルビデオ
- 『実録・鯨道 土佐遊侠外伝』（2002年、GPミュージアムソフト）全2作、主人公・中井啓一役は、高知東生
  - 『実録・鯨道・1 土佐遊侠外伝 青春編』（2002年）
  - 『実録・鯨道・2 土佐遊侠外伝 完結編』（2002年）